# Orthosia pallidior
Orthosia pallidior là một loài bướm đêm trong họ Noctuidae.